# 浅野るり
浅野 るり（あさの るり、1974年2月18日 - ）は、日本の元女性声優。岐阜県出身。

## 来歴
小学5年生の時、テレビで堀江美都子がドラえもん映画作品の主題歌を歌っていたのを偶然見て、「あ、私この人になろう」と思ったという。ずいぶん後になって堀江は声優をやっていると聞いて、目指そうと決めたという。
1996年に江崎プロダクション付属養成所入所。1998年から2008年までマウスプロモーション（旧 江崎プロダクション）に所属していた。
デビュー作は当時は緊張しすぎて番組名すら覚えていないが、松本梨香と三重野瞳のラジオ番組の中のドラマの端役だった。セリフは一言だけだったが、頭の中は真っ白でわけの分からないまま終わったという感じだったという。

## 人物
方言は名古屋弁、岐阜弁。
趣味・特技はソフトテニス。
音域はB。

## 出演

### テレビアニメ
1998年
- アンドロイド・アナ MAICO 2010（カツミ）
- コボちゃんスペシャル 約束のマジックディ（サトシ）

1999年
- カウボーイビバップ（孫）
- トラブルチョコレート（マイ）

2000年
- サイバーシックス（ウェイトレス）
- はじめの一歩（女子生徒、女性記者）
- 名探偵コナン（若い女、女子大生A）

2001年
- サイボーグ009 THE CYBORG SOLDIER（バレエ少女A）
- ジーンシャフト（ジュディ、警察無線）
- 超GALS!寿蘭（女の子）
- 旋風の用心棒（美雪のクラスメート、銀鮫興産受付嬢、天気予報士）
- 地球少女アルジュナ（店員、老女A）
- ナジカ電撃作戦（ニューラ）

2002年
- アクエリアンエイジ Sign for Evolution（ホンちゃん）
- 十二国記（采麟、舞台の美女）
- HAPPY★LESSON（2002年 - 2003年、一文字むつき） - 2シリーズ

2003年
- アストロボーイ・鉄腕アトム（街頭アナウンサー）
- クロノクルセイド（セイラ）
- 最遊記RELOAD（鈴蘭）
- スクラップド・プリンセス（ジルヴェステ・バイラッハ〈ジル〉）
- デ・ジ・キャラットにょ（おばあちゃん）
- 魔探偵ロキRAGNAROK（綾菜）

2004年
- 北へ。〜Diamond Dust Drops〜（ハンナ）
- ふたりはプリキュア（パルプ）
- 焼きたて!!ジャぱん（キャシー、さつき）

2005年
- IGPX（ジョニーの姉）
- 英國戀物語エマ（ファニー、ハウスメイド）
- こいこい7（略、保健医）
- はっぴぃセブン 〜ざ・テレビまんが〜（美原純）

2006年
- 砂沙美☆魔法少女クラブ（岩倉ほのか）
- 吉永さん家のガーゴイル（ママ、オシリス、佐藤）

### OVA
- 炎のらびりんす（2000年、ナスターシャ・ニジンスキー）
- リフレインブルー（2000年、川奈由織）
- 頭文字D Extra Stage インパクトブルーの彼方に…（2001年）
- HAPPY★LESSON（2001年 - 2004年、一文字むつき） - 2シリーズ
- Memories Off（2001年、霧島小夜美[6]）
- ナースウィッチ小麦ちゃんマジカルて（2002年、キャンギャル）
- Wind -a breath of heart-（2004年、丘野優華〈真の母〉）
- 永遠のアセリア（2005年、アセリア・ブルースピリット）

### 劇場アニメ
- 頭文字D Third Stage（2001年）
- 千年女優（2002年）[7]

### ゲーム
- グローランサー（1999年、カレン・ラングレー）
- Memories Off（1999年、霧島小夜美）
- あにまる・まぐねてぃずむ ぽちのだいすき（2000年、ミント）
- Screen（2000年、柊麻由美、立花智里）
- ラグナキュール レジェンド（2000年、ミク）
- ドキドキプリティリーグ Lovely Star（2001年、琴美ママ）
- HAPPY★LESSON（2001年、一文字むつき）
- 想い出にかわる君 〜Memories Off〜（2002年、霧島小夜美）
- 機甲武装Gブレイカー（2002年、アンリ・ハウエル）
- GALAXY ANGEL（2002年 - 2005年、ココ・ナッツミルク）- 3作品
- 此花2 〜届かないレクイエム〜（2002年 - 2004年、桜田忍）- 3作品
- ブラッディロア エクストリーム（2002年 - 2004年、野々村アリス）- 2作品
- BITTERSWEET FOOLS（2002年、シエナ / フォリフェ）
- Memories Off Duet（2003年、霧島小夜美）
- 信長の野望Online（2003年、女性キャラクター）
- 蒼のままで……（2004年、篠原あずさ）
- 九怨（2004年、咲耶）
- 3年B組金八先生 伝説の教壇に立て!（2004年、富士美智子）
- センチメンタルプレリュード（2004年、二ノ宮遥）
- どろろ（2004年、まいまいおんば）
- 永遠のアセリア -この大地の果てで-（2005年、アセリア・ブルースピリット）
- ゴッド・オブ・ウォー（2005年、アフロディーテ）
- Twelve〜戦国封神伝〜（2005年、グロリア / タマヒメ）
- Memories Off After Rain（2005年、霧島小夜美）- 3作品
- GALAXY ANGEL II 絶対領域の扉（2006年、ココ・ナッツミルク）
- プリンセスメーカー5（2007年、細川美穂）

### ドラマCD
- Weiß kreuz Dramatic Collection III Kaleidoscope Memory（ミヤコ）
- 十二国記 夢三章（采麟）
- クイズなないろDREAMS 虹色町の奇跡 ドラマアルバム（テル 他）

### 吹き替え

#### 映画
- アメリカン・パイ（1999年、パティ）
- 暗殺の瞬間（1999年）
- 死霊のはらわた（2000年、リンダ〈ベッツィ・ベイカー〉）※ソフト版
- 監禁（2000年、ジェシカ・アルバ）
- ザ・セル（2000年）
- 17歳のカルテ（2000年）
- コヨーテ・アグリー（2001年）
- ジターノ（2002年、ルシア）
- ノートルダムの鐘II（2002年）
- インビジブル（2003年）※テレビ朝日版
- ドクター・ドリトル（2006年、マヤ・ドリトル〈カイラ・プラット〉）※日本テレビ版

#### ドラマ
- スゥイート・エネミー 甘い媚薬（1996年、クラウディア）
- ダラス（1999年、ジョン・ロス）
- ER VI 緊急救命室 #9（2001年、トミー〈マイク・ワインバーグ〉）※NHK BS2
- パワーレンジャー・ロスト・ギャラクシー（2001年、ライコン、シャンドラ）
- ER XI 緊急救命室 #15（2006年、クリストファー・ショアー〈フォレスト・ランディス〉）※NHK BS2

#### アニメ
- エル・ドラド 黄金の都（2001年）
- ロッキーとブルウィンクルの大冒険（2004年、シャーマン）
- なかよしおばけ（2005年、ジョルジュ）※DVD新録版

### その他コンテンツ
- 東京家政大学大学案内（ナレーション）
- Britannia News Network（メグ・ハマー）
  - ネットワークRPG「ウルティマオンライン」公式サイト内のムービーコンテンツ。2006年11月公開の9周年記念放送では木川絵理子と交代している。
- 声♥遊倶楽部（Piパーズ）
- 富豪刑事ダイジェスト特番（ナレーション）

## ディスコグラフィ
- HAPPY★LESSONシリーズ

### キャラクターソング
| 発売日        | 商品名                                                                    | 歌                     | 楽曲                        | 備考                                                   |
| ------------- | ------------------------------------------------------------------------- | ---------------------- | --------------------------- | ------------------------------------------------------ |
| 2001年3月7日  | メモリーズオフ・マキシシングル・コレクションVol.4 Thank you Boy〜夏の横顔 | 霧島小夜美（浅野るり） | 「Thank you Boy〜夏の横顔」 | ゲーム『Memories Off』関連曲                           |
| 2004年11月3日 | センチメンタルプレリュード サウンドトラック                               | SPガールズ             | 「想い出がいっぱい」        | ゲーム『センチメンタルプレリュード』エンディングテーマ |

### ユニットメンバー
1. ↑  仁科あゆみ（堀江由衣）、篠原さおり（松来未祐）、永瀬藍子（今井麻美）、二ノ宮遙（浅野るり）、橘なつみ（白石涼子）、長谷川聡美（氷上恭子）、白石みお（小暮英麻）、綾崎操（増田ゆき）、綾崎雛乃（浅井清己）、綾崎静音（高森奈緒）、結城さな（木川絵理子）、山下杏子（松崎史子）